# Brachiosauridae
Brachiosauridi byli velcí až obrovští sauropodní dinosauři, kteří patřili k největším suchozemským živočichům všech dob. Jejich fosilie dnes známe z několika kontinentů a skrz velké časové rozpětí zhruba 60 až 70 milionů let.

## Popis
Byly to těžcí a robustní čtvernožci, jejichž přední končetiny byly nezvykle delší než končetiny zadní, což u nich výrazně pozměnilo polohu pletenců. Jejich hmotnost kolísala od 20 do 60 tun a byli ve svém prostředí zřejmě nejvyššími živočichy, schopnými dosáhnout až do korun stromů. Mohli se krmit ve výškách až kolem 15 metrů, které byly ostatním býložravcům nedostupné (pokud se ovšem diplodokidi nedokázali stavět na zadní, jak předpokládají některé hypotézy). Brachiosauridi nebyli tak dlouzí jako příbuzní diplodocidi, dosahovali maximální délky asi 32 metrů, byli však podstatně vyšší a často i robustnější. Jen jejich krční obratle mohly být dlouhé až 1,4 metru a například lopatka brachiosaura přesahovala délkou 2 metry. Mnohé kosti (zejména žebra) tohoto obřího sauropoda byly pneumatizované, tedy obsahovaly výrazné vnitřní dutiny, do kterých za života dinosaura zabíhaly vzdušné vaky.
Lebky brachiosauridů byly oproti velikosti celého těla relativně malé, přesto například u druhu Brachiosaurus altithorax dosahovala lebka délky asi 81 cm.
Obří byly také jednotlivé vnitřní orgány velkých brachiosauridů. Například u druhu Giraffatitan brancai je hmotnost srdce odhadována na 200 kg a hmotnost žaludku dokonce na 2500 kg.

## Velikostní rekordy

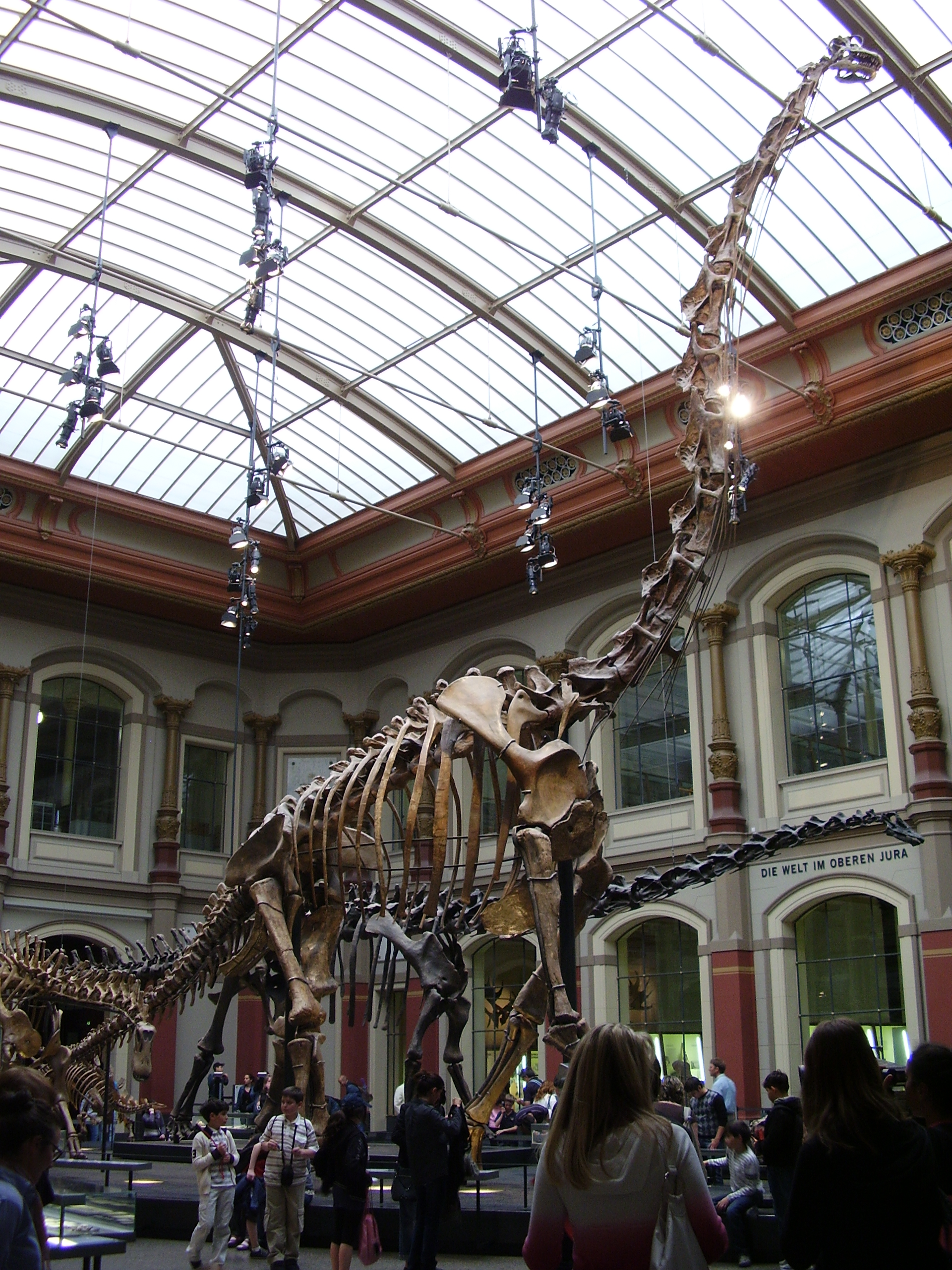
Kostra giraffatitana, afrického zástupce čeledi.

Nejvyšším dnes známým brachiosauridem je severoamerický druh Sauroposeidon proteles, který mohl dosáhnout do výše až přes 18 metrů nad zemí a vážil přes 60 tun. Novější systematické analýzy ale ukazují, že tento druh možná do čeledi brachiosauridů nepatřil. Známým rodem je také o něco menší Brachiosaurus s výškou kolem 12–14 metrů a hmotností asi 40 tun. Ještě vyšší mohl být dosud nepopsaný exemplář z Tanzanie. Někteří brachiosauridi však byli podstatně menší, předpokládá se také existence „trpasličích“ ostrovních forem (např. Europasaurus). Otázkou je fyziologie těchto obrů, především pak mechanismus jejich krevního tlaku a oběhu při dané tělesné výšce. Byly také objeveny obří stopy brachiosauridů o průměru kolem 1 metru. Takovým objevem byly například fosilní otisky, zjištěné v roce 1998 v americkém Coloradu (souvrství Morrison, období pozdní jury) a vědecky popsané v roce 2018. Podle provedených propočtů však nebyl jejich původce rekordním gigantem – jeho výška v „plecích“ totiž dosahovala asi 4 metrů a délka zhruba 23 až 24 metrů.
Naopak nejmenším známým zástupcem čeledi mohl být Europasaurus holgeri, sauropod objevený na severozápadě Německa. Žil v období svrchní jury (asi před 154 miliony let) a dospělci dosahovali délky kolem 6 metrů a hmotnosti kolem 1 tuny.
Kromě druhu Giraffatitan brancai byly v sedimentech geologického souvrství Tendaguru objeveny také fosilie dalšího obřího brachiosaurida (patrně samostatného a dosud formálně nepopsaného rodu), který nese přezdívku "Archbishop" (Arcibiskup). Původní odhady velikosti (až o polovinu větší než berlínský exemplář) se s dalším výzkumem nepotvrdily a dnes vědci odhadují, že tento exemplář byl asi o 15 % menší než kompozitní exemplář z Berlína.

## Zástupci čeledi
(Znaménko „?“ znamená, že zařazení daného rodu do čeledi Brachiosauridae není jisté)
- Abydosaurus
- ?Asiatosaurus
- Astrodon
- ?Bothriospondylus
- Brachiosaurus
- Cedarosaurus
- ?Daanosaurus
- ?Eucamerotus
- Giraffatitan (může být totožný s brachiosaurem)
- ?„Ischyrosaurus“
- ?Lapparentosaurus
- Lusotitan
- Padillasaurus
- ?Paluxysaurus
- ?Pelorosaurus
- ?Pleurocoelus
- Qiaowanlong
- Sauroposeidon? (největší dnes známý zástupce)[11]
- Sonorasaurus
- Soriatitan
- Venenosaurus